# Parastagmatoptera
Genre
Parastagmatoptera est un genre d'insectes, de la famille des Mantidae, sous-famille des Stagmatopterinae et de la tribu des Stagmatopterini.

## Dénomination
- Le genre a été décrit par l'entomologiste suisse Henri de Saussure en 1871 sous le nom de Parastagmatoptera[1].
- L'espèce type pour le genre a été définie par l'entomologiste français Jean Guillaume Audinet-Serville : Parastagmatoptera flavoguttata [2].

### Synonymie
- Ardesca (Stal, 1877) [3].

## Taxinomie
Liste des espèces
- Parastagmatoptera amazonica
- Parastagmatoptera concolor
- Parastagmatoptera confusa
- Parastagmatoptera flavoguttata
- Parastagmatoptera glauca
- Parastagmatoptera hoorie
- Parastagmatoptera immaculata
- Parastagmatoptera pellucida
- Parastagmatoptera serricornis
- Parastagmatoptera simulacrum
- Parastagmatoptera tessellata
- Parastagmatoptera unipunctata
- Parastagmatoptera vitreola
- Parastagmatoptera vitrepennis
- Parastagmatoptera zernyi